# Fast & Furious 6: The Game
Fast & Furious 6: The Game es un videojuego de carreras basado en la película del mismo nombre desarrollado y publicado por Kabam para Android, iOS, Windows Phone y Windows 8.1.

## Jugabilidad
El juego se juega de manera similar a CSR Racing, y se centra en las carreras de resistencia, pero también agrega drift. Ejecutar correctamente la sincronización de sus marchas es esencial en el modo drag, y cambiar demasiado pronto o demasiado tarde (exceso de velocidad) resultará en tiempos más lentos. El modo drift también es esencialmente on-rails, confiando en el jugador principalmente para entradas oportunas.
Si bien el juego presenta una moneda premium pagada, todo se puede forzar y desbloquear a través del juego regular sin costo para el usuario.

## Recepción
Fast & Furious 6: The Game recibió críticas mixtas o promedio según el agregador de reseñas Metacritic.